# Hans-Ulrich Köhler
Hans-Ulrich Köhler (* 3. September 1944 in Jena) ist ein CDU-Politiker, der seine Partei in der Volkskammer und dem Bundestag als Abgeordneter vertrat.

## Beruflicher Werdegang
Nach dem Besuch der POS in Bürgel absolvierte Köhler von 1961 bis 1963 eine Lehre zum Maschinenbauer, mit der Spezialisierung Verpackungsmaschinenbau. Zwischen 1972 und 1974 qualifizierte er sich zum Handwerksmeister im Maschinenbau. Nach einem sechsmonatigen Reservistendienst in der NVA machte sich Köhler 1978 selbständig. Er betrieb eine Vertragswerkstatt für den VEB Nagema Dresden und wartete und reparierte in dessen Auftrag in rund 300 Molkereien Verpackungsautomaten für Butter und Camembert. Diese Firma betrieb er bis 1996 in Hainspitz, musste dann aber den Betrieb einstellen. Nach dem Verlust seines Bundestagsmandates 1998 bekam Köhler eine Anstellung bei einem Matratzenhersteller in Weida. Zunächst Assistent der Geschäftsleitung, durchlief Köhler verschiedene Stationen im Werk. Zuletzt leitete er eine Verkaufsfiliale in Jena, bevor er im Oktober 2009 in Altersrente ging.
Köhler ist verheiratet, zweifacher Vater und lebt in Hainspitz.

## Politischer Werdegang
Köhler wurde 1972 Mitglied der CDU in der DDR. Von 1979 bis 1989 vertrat er seine Partei im Gemeinderat Hainspitz. Aus Empörung über die nominierten Kandidaten seines CDU-Kreisverbandes für die Volkskammerwahl 1990 ließ sich Köhler selbst aufstellen. Er kandidierte im Wahlbezirk 06 (Bezirk Gera) auf Listenplatz 8. Da die CDU 9 Mandate erringen konnte, wurde Köhler Abgeordneter der Volkskammer. Im weiteren Verlauf gehörte er zu den 144 Volkskammerabgeordneten, die am 3. Oktober 1990 in den Bundestag einzogen. Auch zu den Bundestagswahlen am 2. Dezember 1990 kandidierte Köhler wieder. Er gewann den Wahlkreis 303 und zog erneut in den Bundestag ein. Diesen Erfolg konnte er 1994 nochmals wiederholen. In beiden Wahlperioden engagierte er sich als Ordentliches Mitglied im Ausschuss für Ernährung, Landwirtschaft und Forsten, in der 12. Wahlperiode auch im 2. Untersuchungsausschuss (Treuhandanstalt, seit Oktober 1993). In der 12. Wahlperiode gehörte er als Stellvertretendes Mitglied dem Finanzausschuss, in der 13. Wahlperiode dem Verteidigungsausschuss an. 1998 bekam Köhler in seinem Wahlkreis nur noch 28,1 % der Erststimmen und verlor sein Mandat an den SPD-Abgeordneten Karsten Schönfeld, der 33,7 % der Erststimmen erzielte. Ab 1992 war Köhler zudem für einige Jahre Landesvorsitzender der Mittelstandsvereinigung Thüringen sowie Mitglied im Bundesvorstand der Mittelstandsvereinigung der CDU/CSU.